# Sesbania grandiflora
Sesbania grandiflora är en ärtväxtart som först beskrevs av Carl von Linné, och fick sitt nu gällande namn av Christiaan Hendrik Persoon. Sesbania grandiflora ingår i släktet Sesbania och familjen ärtväxter. Inga underarter finns listade i Catalogue of Life.

## Bildgalleri

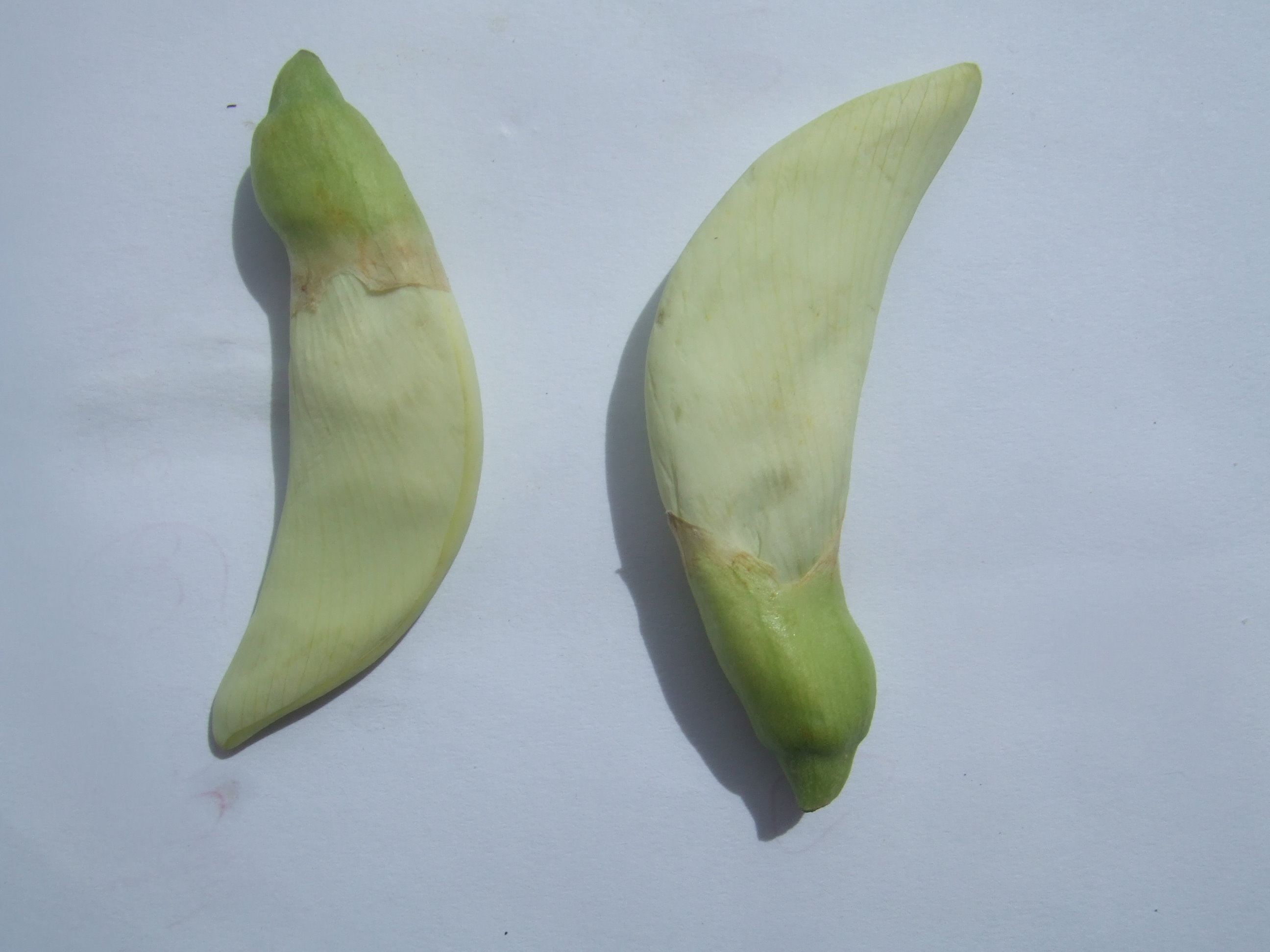
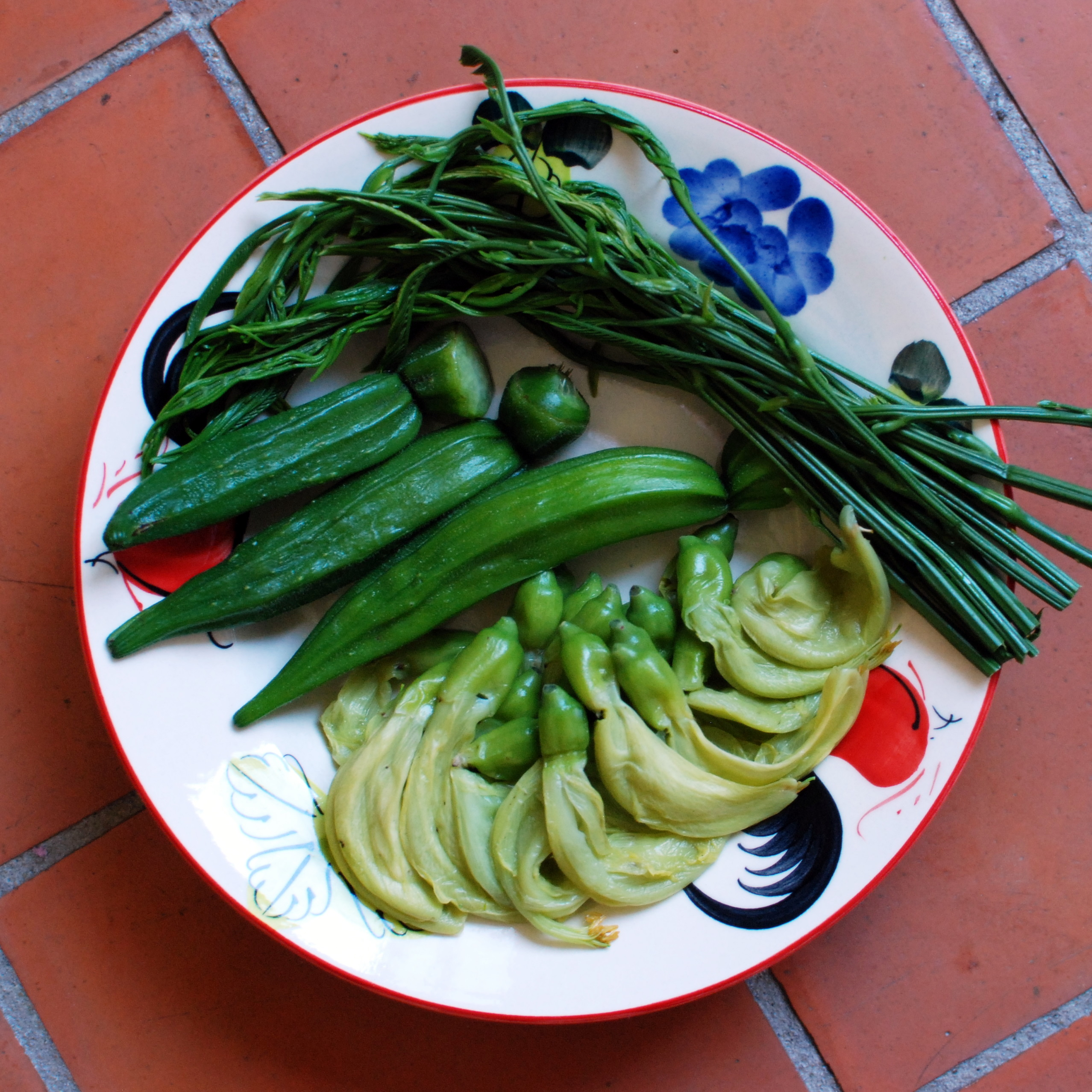
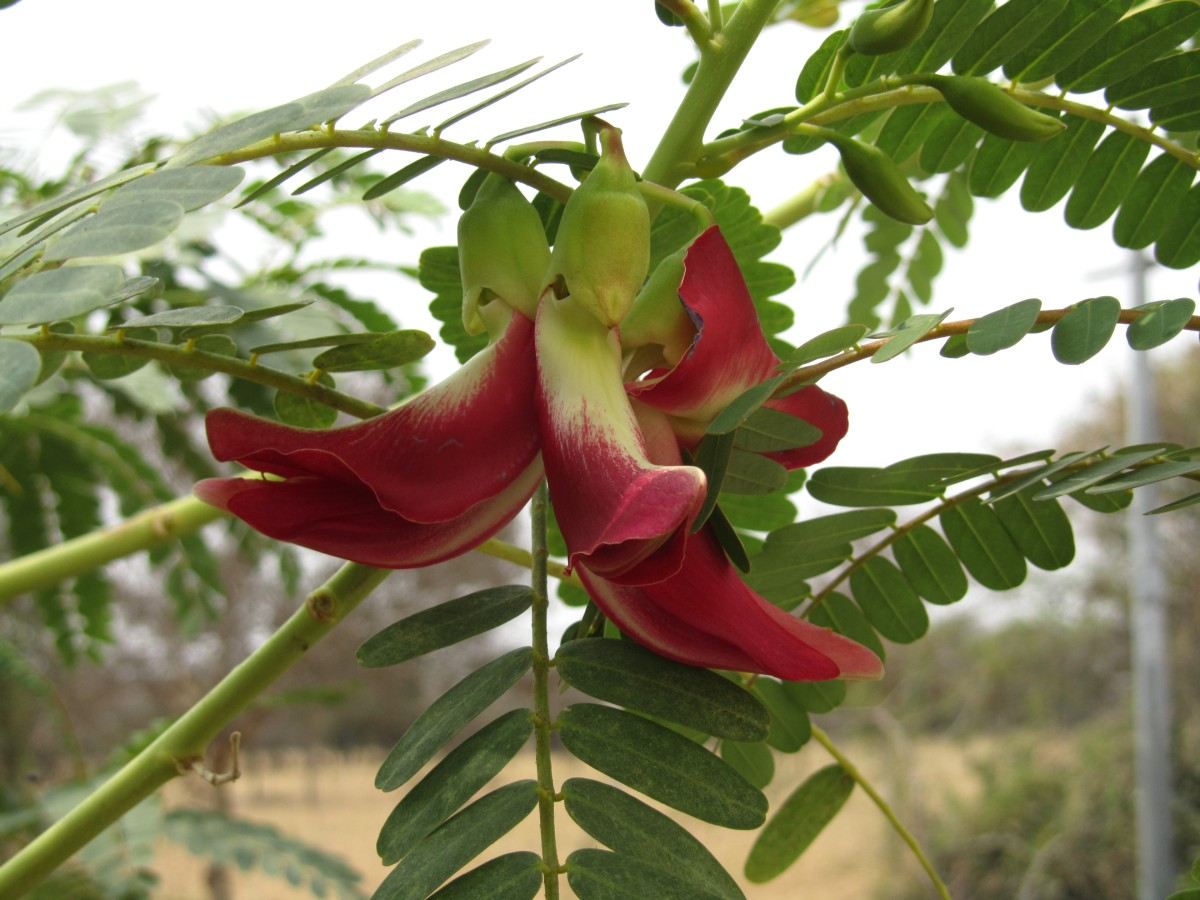
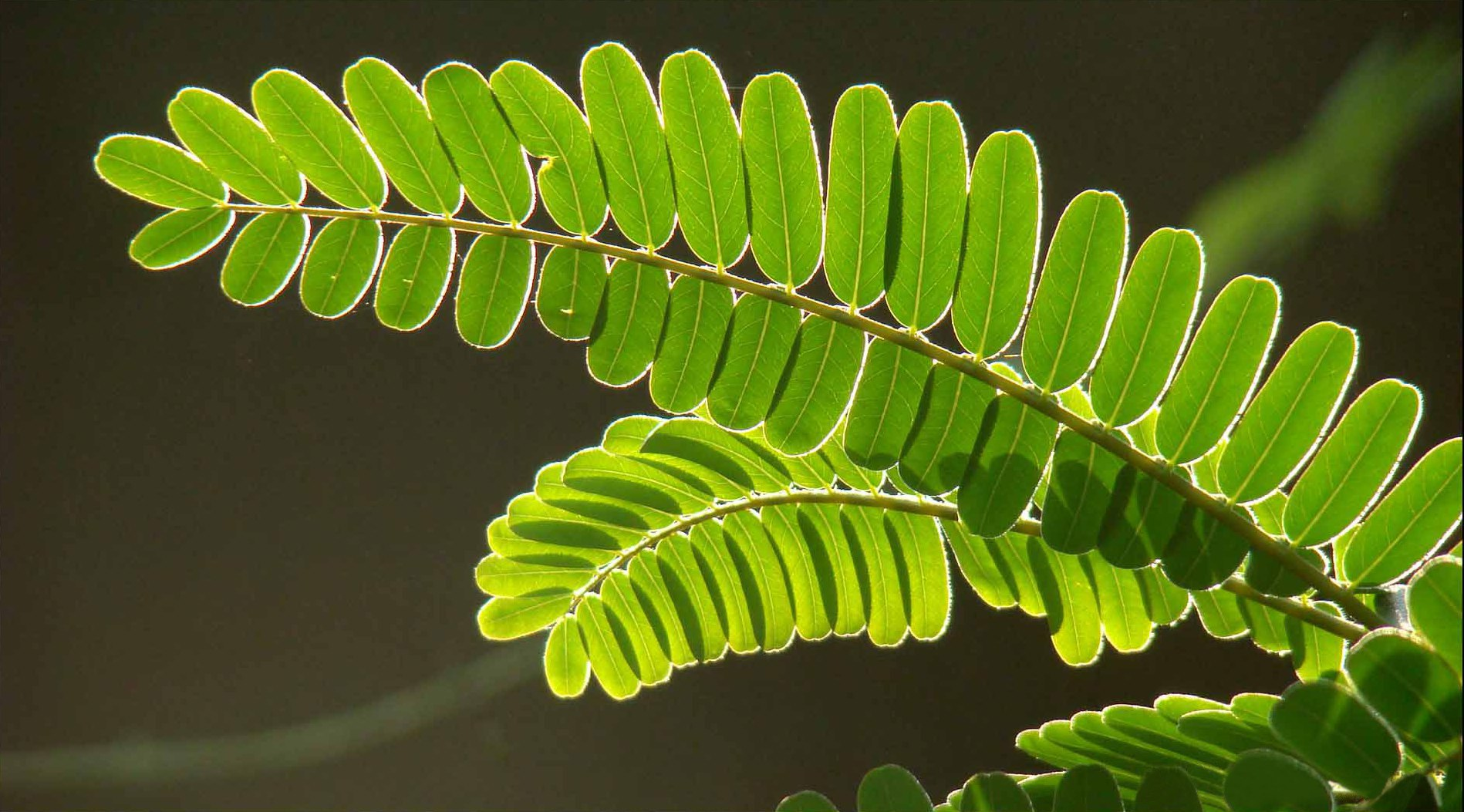
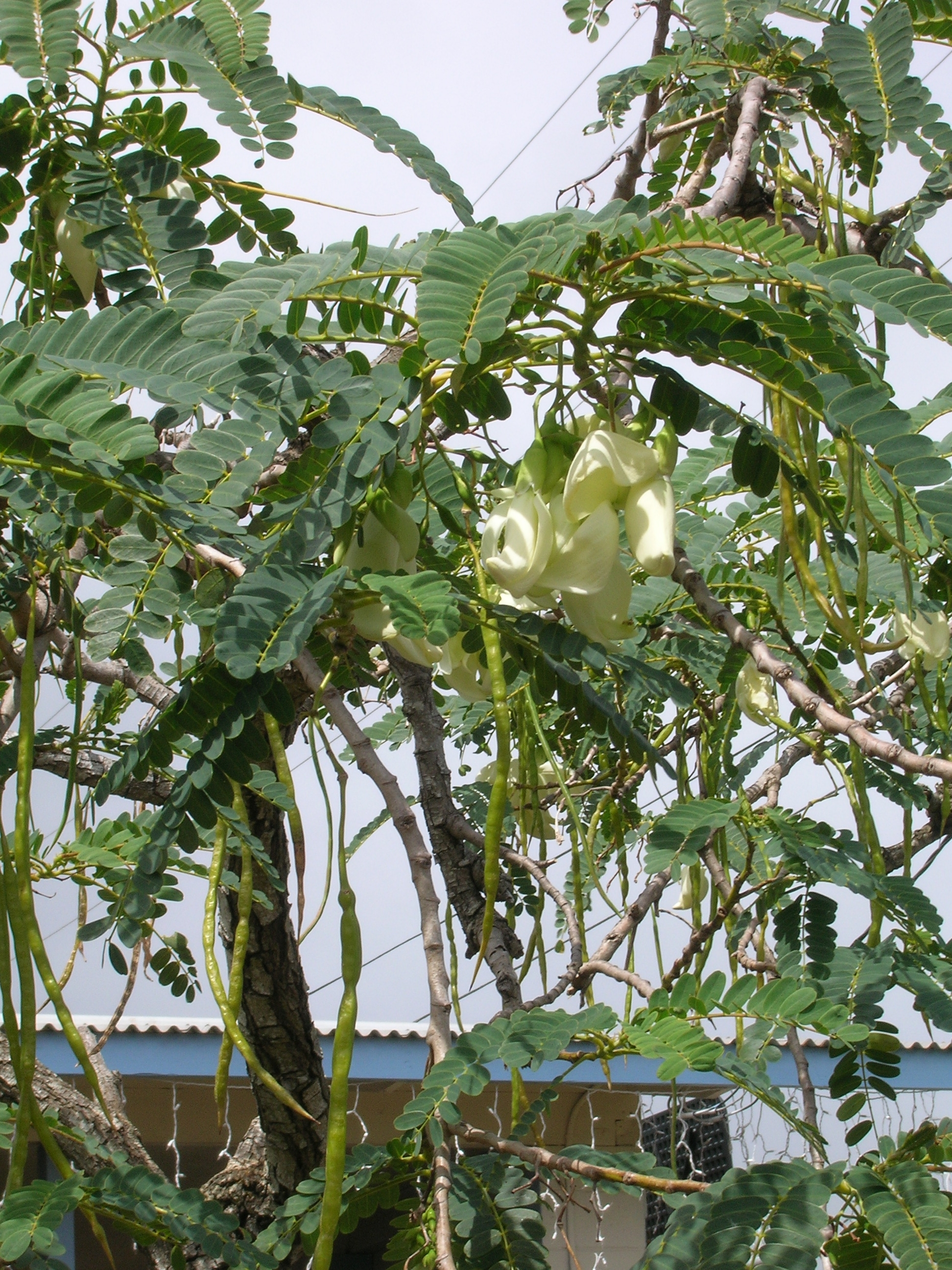
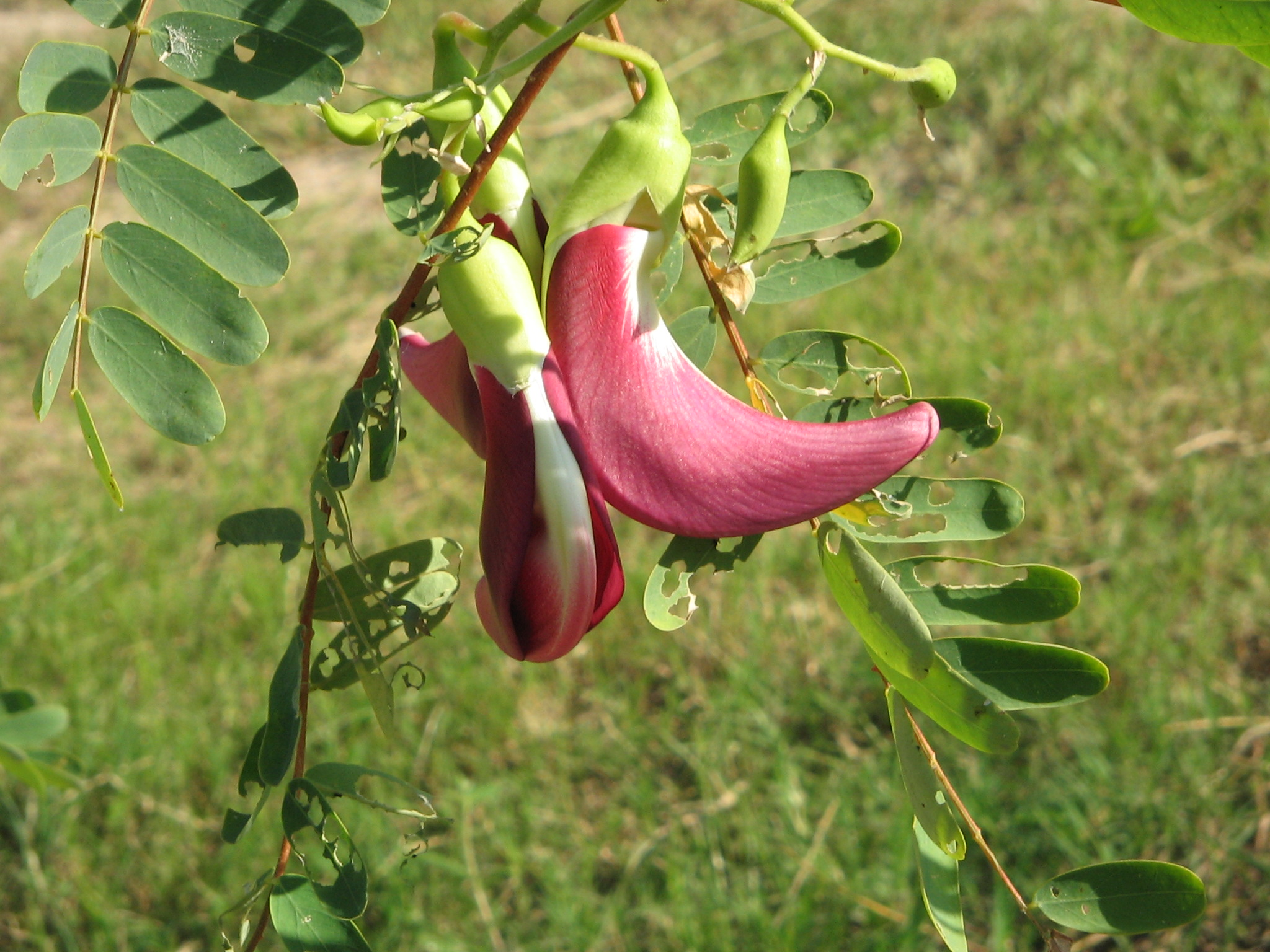